# 26314 Škvorecký
26314 Škvorecký è un asteroide della fascia principale. Scoperto nel 1998, presenta un'orbita caratterizzata da un semiasse maggiore pari a 2,5350358 UA e da un'eccentricità di 0,1662789, inclinata di 7,17199° rispetto all'eclittica.
L'asteroide è dedicato allo scrittore ceco-canadese Josef Škvorecký.